# Isochariesthes brunneomaculata
Isochariesthes brunneomaculata es una especie de escarabajo longicornio del género Isochariesthes, tribu Tragocephalini, subfamilia Lamiinae. Fue descrita científicamente por Breuning en 1977.
Se distribuye por Camerún. Mide aproximadamente 6 milímetros de longitud. El período de vuelo ocurre en el mes de septiembre.